# Dorothy Parker
Dorothy Parker (West End, 22. kolovoza 1893. – New York City, 7. lipnja 1967.) bila je američka književnica.
Bila je lijeve političke orijentacije, u eri Sacca i Vanzettija i Španjolskoga građanskog rata, u doba McCarthyja pozivana je pred Odbor za antiameričku djelatnost. Poznata je po sardoničkoj književnosti i kazališnoj kritici, lakoj lirici precizna izraza i prigušenih emocija ("Ne tako duboko kao bunar") i lakonskoj društvenoj satiri u svojim novelama (sabranim u "Ovdje leži"). Pisala je i fimske scenarije i drame.  